# Nyamplung Sari
Nyamplung Sari is een bestuurslaag in het regentschap Pemalang van de provincie Midden-Java, Indonesië. Nyamplung Sari telt 5698 inwoners (volkstelling 2010).